# 暮光之城：蝕
《暮光之城：蝕》（Eclipse）是史蒂芬妮·梅爾（Stephenie Meyer）所著暮光之城系列的第三集。

## 概要
在西雅圖發生一連串的吸血鬼嗜人殺戮事件，原來是吸血鬼維多利亞回來對貝拉展開復仇計畫，她製造出一批強大的新生代吸血鬼組成軍隊，使得貝拉再次進入極度危險之中，為了保護貝拉吸血鬼庫倫家族和的奎魯特保留區的狼群聯手合作。即將畢業的貝拉，與愛德華定下了畢業後他必須改變她約定，在選擇愛人吸血鬼愛德華好朋友狼人雅各之間難解的三角迷題。貝拉漸漸正視她內心的感受，但是不管她如何做決定，都會有人受傷。還有即將面對變成吸血鬼的極度恐懼，也讓貝拉陷入煩惱和焦慮……

## 改編電影
《暮光之城：蝕》（譯作－The Twilight Saga: Eclipse）找來《惡夜30》導演大衛·史雷德執導，已經在2009年8月17日開拍，然後確定於2010年6月30日全球多個國家同步上映，搶攻暑期黃金檔。

## 外傳與續集

### 續集
《暮光之城：破曉》（Breaking Dawn）是本集的續集，同時也是暮光之城系列的第四集，如果第五集《午夜陽光》不出和本集外傳不算的話，此集可能會是暮光之城系列的完結篇。